# هولي هنري
هولي هنري (بالإنجليزية: Holly Henry)‏ هي مغنية أمريكية، ولدت في 31 مارس 1994 في مقاطعة هينيبين في الولايات المتحدة.

## وصلات خارجية
- الموقع الرسمي
- هولي هنري على موقع IMDb (الإنجليزية)
- هولي هنري على موقع ميوزك برينز (الإنجليزية)
- هولي هنري على موقع ديسكوغز (الإنجليزية)